# Staiti (famiglia)
Staiti (poi Staiti di Cuddia) è una famiglia nobiliare siciliana.

## Origini
Di origine pisana, arrivò in Sicilia nel XIII secolo, e fu proprietaria delle saline di Chiusicella e Chiusa grande a Trapani. Un ramo nel XV secolo si stabilì a Messina. Diversi esponenti appartennero al Senato cittadino delle due città siciliane.
Un Giuseppe Staiti, barone della Chiusa, fu capitano di giustizia a Trapani nel 1672-73, come Girolamo Staiti, barone delle Chiuse, nel 1706-1707.
Un Giovan Battista Staiti fu Retroammiraglio del Regno delle Due Sicilie, nel 1827 ispettore degli Arsenali e nel 1841 fu membro del Consiglio della Real Marina.
Il marchese Ruggiero Maurigi Staiti fu deputato dal 1874 e senatore del Regno d'Italia dal 1910.
Nell'Ottocento un ramo della famiglia si imparentò con i D'Alì (Giacomo D'Alì sposò Giuseppa Staiti) e con Giulio D'Alì Staiti fu fondatrice e proprietaria della Banca Sicula di Trapani.
Ulteriore membro di rilievo della famiglia è stato l'On. Tomaso Staiti di Cuddia delle Chiuse, esponente di primo piano del Movimento Sociale Italiano.

## Palazzi
A Trapani in via Garibaldi sorge il Palazzo Staiti, e in via Mercè quello che fu di Girolamo Staiti barone della Chiusa , mentre una delle strade principali della città è denominata via Ammiraglio Staiti.

## Stemma
Stemma di rosso, al leone coronato d'oro.